# Мобиус М. Мобиус
Мо́биус Мо́биус Мо́биус (англ. Mobius Mobius Mobius, иногда Мобиус М. Мобиус) — вымышленный персонаж американских комиксов, издаваемых компанией Marvel Comics. Различные версии Мобиуса из разных временных периодов (также его клоны) составляют бюрократическое руководство и средний менеджмент организации «Управление временными изменениями» (УВИ), занимающейся временем, включая такие версии, как мистер Тессеракт, мистер Уроборос и мистер Парадокс.
Киноверсия Мобиуса М. Мобиуса появляется в первом сезоне сериала «Локи» (2021), события которого происходят в медиафраншизе «Кинематографическая вселенная Marvel» (КВМ), а также во второй сцене после титров фильма «Человек-муравей и Оса: Квантомания» (2023), роль которого исполняет актёр Оуэн Уилсон.

## История публикаций
Мобиус М. Мобиус впервые появился в Fantastic Four #346 (1990), а его имя было раскрыто в #353. Внешний вид персонажа в сериале должен напоминать редактора Marvel Comics Марка Грюнвальда.

## Биография
Мобиус М. Мобиус — бюрократ и руководитель среднего звена организации «Управление временными изменениями», пытавшийся наказать Фантастическую четверку за нарушение законов времени.
Мистер Тессеракт является младшим в звене управления — прошлая версия Мобиуса и его подчиненный; ему было поручено восстановить утраченные данные с Земли-616. Справедливость Могущества, Истины и Свободы — три офицера, которые помогли Мобиусу захватить Фантастическую Четверку, когда они были на свободе в зоне нулевого времени.

## В других медиа

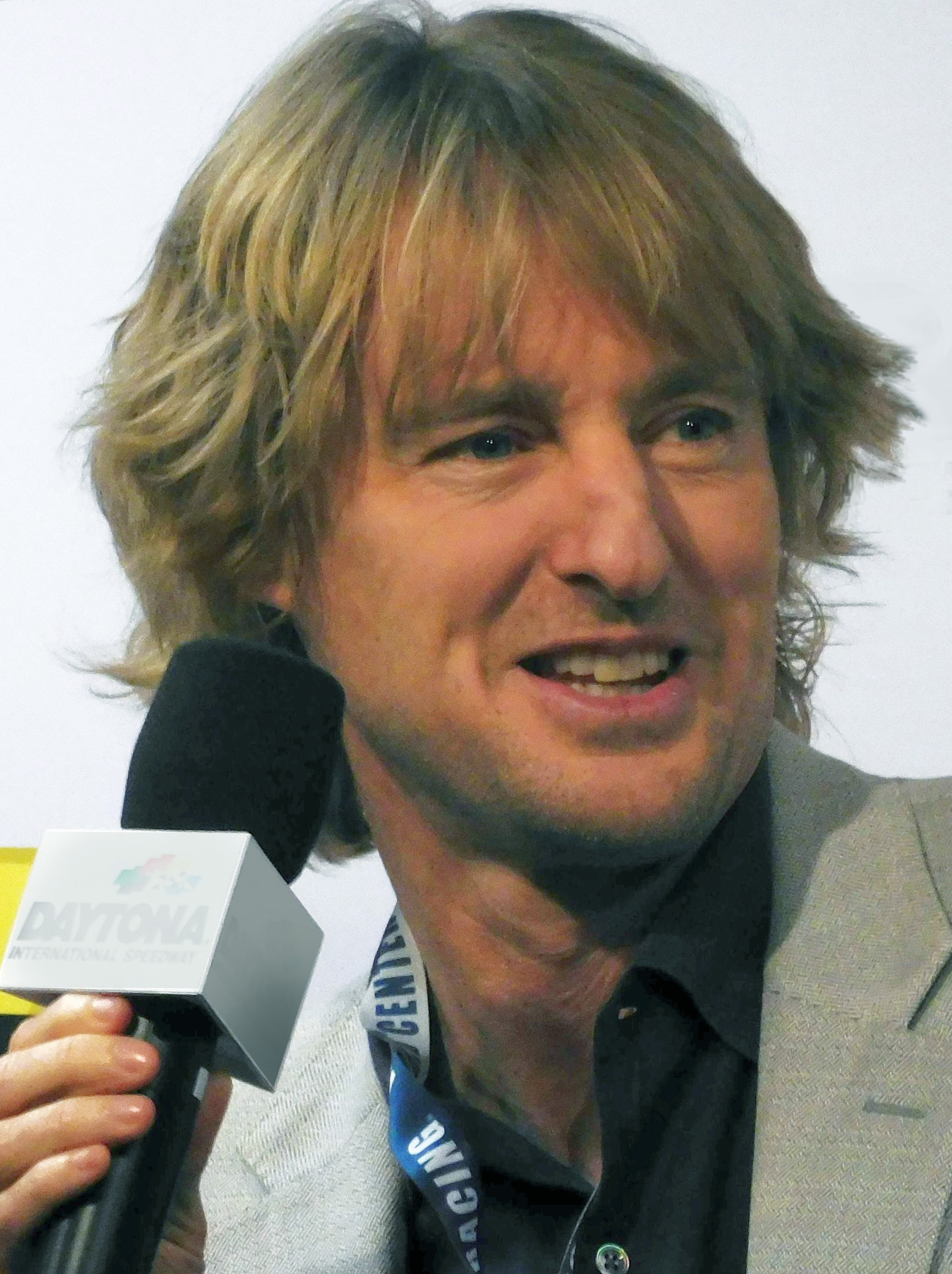
Оуэн Уилсон играет Мобиуса в Кинематографической вселенной Marvel

Впервые Мобиус М. Мобиус появляется в первом сезоне сериала «Локи» (2021) на стриминговом сервисе Disney+, события которого происходят в медиафраншизе «Кинематографическая вселенная Marvel» (КВМ), где также является работником организации «Управление временными изменениями» (УВИ). Роль Мобиуса исполняет актёр Оуэн Уилсон. Звезда сериала Том Хиддлстон помогал Уилсону готовиться к роли, объясняя и показывая ему моменты из КВМ, которые, по мнению Уилсона, пригодились ему в момент беседы Мобиуса с Локи. Внешне Мобиус в сериале напоминает редактора Marvel Comics Марка Грюнвальда, который был «главным экспертом Marvel по преемственности». Кроме того, каждый сотрудник УВИ должен был быть клоном Грюнвальда в комиксах. Актёр вернулся во втором сезоне, премьера которого состоялась 5 октября 2023 года.
Мобиус также появляется во второй сцене после титров фильма «Человек-муравей и Оса: Квантомания» (2023).